# Seminorma
In algebra lineare, una seminorma è una generalizzazione del concetto di norma che, a differenza di quest'ultima, può assegnare lunghezza zero anche ad un vettore diverso da zero.
La nozione di seminorma è utilizzata in vari ambiti dell'analisi funzionale. Una famiglia numerabile di seminorme, per esempio, consente di indurre una topologia su uno spazio di Fréchet.

## Definizione
Una seminorma definita su uno spazio vettoriale {\displaystyle X} sul campo {\displaystyle \mathbb {K} }, che può essere quello dei numeri reali o complessi, è una funzione:
{\displaystyle {\begin{matrix}\|\cdot \|:&X&\longrightarrow &[0,+\infty )\\&x&\mapsto &\|x\|\end{matrix}}}
che verifica la condizione di omogeneità:
{\displaystyle \|\lambda x\|=|\lambda |\|x\|\qquad \forall \lambda \in \mathbb {K} }
e la disuguaglianza triangolare:
{\displaystyle \|x+y\|\leq \|x\|+\|y\|\qquad \forall x,y\in X}

## Spazio localmente convesso
Uno spazio vettoriale topologico {\displaystyle X} nel quale è definita una famiglia {\displaystyle P} di seminorme è uno spazio localmente convesso se:
{\displaystyle \cap _{p\in P}\{x\in X|p(x)=0\}=\{0_{X}\}}
Uno spazio localmente convesso è infatti definito come uno spazio vettoriale {\displaystyle X} nel quale è definita una famiglia di seminorme {\displaystyle \{\|\cdot \|_{\alpha }\}_{\alpha \in A}}. La topologia naturale che caratterizza uno spazio localmente convesso è la topologia più debole tale per cui le seminorme della famiglia sono funzioni continue, e continua è l'operazione di addizione.
Una base di intorni del punto {\displaystyle x_{0}} per tale topologia si ottiene definendo per ogni sottoinsieme finito {\displaystyle B} di {\displaystyle A}:
{\displaystyle U_{B,\varepsilon }(x_{0})=\{x\in V:\|x-x_{0}\|_{\alpha }<\varepsilon \ \alpha \in B\}\qquad \forall \epsilon >0}
Si dimostra che se uno spazio localmente convesso è metrizzabile, allora è possibile definire una topologia generata da una famiglia numerabile di seminorme ed il punto 0 ha una base numerabile di intorni. Uno spazio localmente convesso completo e metrizzabile è detto spazio di Fréchet.